# Minneola (Kansas)
Minneola is een plaats (city) in de Amerikaanse staat Kansas, en valt bestuurlijk gezien onder Clark County.

## Demografie
Bij de volkstelling in 2000 werd het aantal inwoners vastgesteld op 717.
In 2006 is het aantal inwoners door het United States Census Bureau geschat op 660, een daling van 57 (-7,9%).

## Geografie
Volgens het United States Census Bureau beslaat de plaats een oppervlakte van
1,2 km², geheel bestaande uit land. Minneola ligt op ongeveer 777 m boven zeeniveau.

## Plaatsen in de nabije omgeving
De onderstaande figuur toont nabijgelegen plaatsen in een straal van 36 km rond Minneola.